# Округ Монро (Џорџија)
Округ Монро (енгл. Monroe County) је округ у америчкој савезној држави Џорџија.

## Демографија
По попису из 2010. године број становника је 26.424, што је 4.667 (21,5%) становника више него 2000. године.
| Група             | 2000.          | 2010.          |
| Белци             | 15.150 (69,6%) | 19.101 (72,3%) |
| Афроамериканци    | 6.077 (27,9%)  | 6.268 (23,7%)  |
| Азијати           | 74 (0,3%)      | 214 (0,8%)     |
| Хиспаноамериканци | 281 (1,3%)     | 535 (2,0%)     |
| Укупно            | 21.757         | 26.424         |